# 岩手県道124号久慈停車場線
岩手県道124号久慈停車場線（いわてけんどう124ごう くじていしゃじょうせん）は、岩手県久慈市を通る一般県道である。

## 概要
久慈駅から久慈市新町に至る。

### 路線データ
- 実延長：142.0 m
- 起点：久慈停車場（久慈駅）
- 終点：久慈市二十八日町一丁目（国道281号交点）

## 地理

### 通過する自治体
- 久慈市

### 交差する道路
- 国道281号（久慈市二十八日町一丁目）

### 沿線の施設
- JR東日本・三陸鉄道 久慈駅